# Lone Dybkjær
Lone Dybkjær nata Vincents (Frederiksberg, 23 maggio 1940 – Copenaghen, 20 luglio 2020) è stata una politica danese.

## Biografia
È nata a Frederiksberg, in Hovedstaden, da Kristian ed Else Vincents. Ha studiato presso l'Università tecnica della Danimarca ottenendo una laurea in ingegneria civile nel 1964.

### Carriera politica
Si è candidata con il partito Sinistra Radicale (RV) alle elezioni generali del 1973 nel collegio di Østre, venendo eletta al parlamento e rimanendo in carica fino al 1977. Con lo stesso partito si è ripresentata alle elezioni del 1979, nel collegio della Contea di Copenaghen, del 2005, nel collegio di Vestre, e del 2007, nel collegio del Comune di Copenaghen.
Nel 1988 è stata nominata Ministro dell'ambiente nel terzo governo Schlüter, rimanendo in carica fino al 1990.
Tra il 2º e il 3º mandato da parlamentare, è stata eletta due volte nella circoscrizione della Danimarca come Europarlamentare prima nella IV e poi nella V legislatura. In entrambi i mandati si è iscritta al Gruppo del Partito Europeo dei Liberali, Democratici e Riformatori (ELDR).

### Morte
È morta a Copenaghen il 20 luglio 2020, all'età di 80 anni.

## Vita privata
Nel 1994 si è sposata con il Ministro di Stato della Danimarca Poul Nyrup Rasmussen.